# Роберт II (князь Капуи)
Роберт II (умер после 1156, Палермо) — одиннадцатый граф Аверсы и последний (седьмой) князь Капуи из дома Дренго в 1127-1134 годах, 1137 и 1155-1156 годах. Признал сюзеренитет Рожера II, затем несколько раз восставал против короля и был изгнан из Капуи.

## Признание суверенитета Рожера II
Роберт II был единственным сыном капуанского князя Жордана II и наследовал отцу в 1127 году. 30 декабря 1127 года в присутствии папы Гонория II Роберт II вступил на княжеский престол.

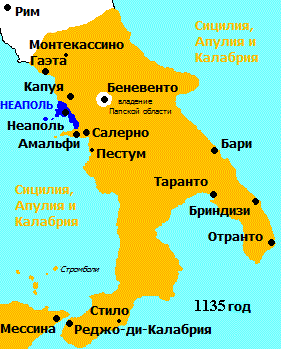
Южная Италия, 1135 год

Гонорий II предполагал сделать Капую одним из своих союзников в борьбе против Рожера II Сицилийского, добивавшегося признания в качестве преемника Вильгельма II Апулийского. Но в следующем 1128 году армия папы, в течение двух месяцев стоявшая на реке Брадано против войска Рожера II, разбежалась, и противники приступили к переговорам. 22 августа 1128 года Гонорий II признал Рожера II герцогом Апулии и Калабрии, а последний принёс папе вассальную присягу и подтвердил независимость Капуи.
В течение следующего 1129 года Рожер II подавил сопротивление мятежных феодалов, и устрашённый Роберт II добровольно признал себя вассалом Рожера. 25 декабря 1130 года на церемонии коронации Рожера II, Роберт II в качестве первого из королевских вассалов возложил на голову своего сеньора королевскую корону.

## Восстание против Рожера II и изгнание из Капуи
В 1132 году Роберт II присоединился к восставшему против Рожера II графу Райнульфу Алифанскому. 24 июля 1132 года мятежники разбили короля при Ночере, а сам Рожер II с четырьмя воинами бежал с поля битвы. К концу 1132 года мятежники практически лишили короля владений на материке.
В течение последующих 1133-1134 годах Рожер II восстановил контроль над континентальными владениями, Райнульф Алифанский и Сергий VII Неаполитанский покорились королю и были им прощён, а Роберт II бежал в Пизу. Рожер II конфисковал княжество Капую и пожаловал титул князя Капуи своему третьему сыну Альфонсо.

## Возвращение в Капую и второе изгнание
В апреле 1135 года Роберт II во главе пизанского флота прибыл в Неаполь. Герцог Неаполя Сергий VII перешёл на сторону Роберта, затем к ним присоединился Райнульф Алифанский. Новый мятеж был локализован Рожером II, и вскоре Неаполь был осаждён с суши и моря, а Роберт II бежал из города к императору Лотарю II с просьбой о помощи. В результате второго итальянского похода Лотаря II Роберт II вернул себе капуанский престол, Райнульф Алифанский был возведён императором в ранг герцога Апулии, а Рожер II укрылся на Сицилии, оставив свои материковые владения на произвол судьбы.
После возвращения Лотаря II в Германию Рожер II вновь отвоевал континентальные владения. Капуя была взята и подвергнута разграблению, а Роберт II бежал.
После гибели Сергия VII и смерти Райнульфа Алифанского Роберт II остался единственным крупным вассалом, не покорившимся Рожеру II. 22 июля 1139 года Роберт II и его союзник папа Иннокентий II были разбиты при Галуччо. Папа Иннокентий II после этого признал Рожера II королём Сицилии, по умолчанию согласившись с захватом последним Капуи. Роберт II удалился в изгнание.

## Второе возвращение в Капую
Кризис первых лет царствования Вильгельма I Злого, сына и преемника Рожера II, неожиданно позволил Роберту II вернуться в Южную Италию. В сентябре 1155 года папа Адриан IV вторгся в Кампанию, принимая клятвы верности от местных баронов. Роберт II прибыл в Капую, и папа признал его князем Капуи. Но уже в 1156 году Вильгельм Злой восстановил контроль над континентальными владениями, Капуя была взята, а Роберт II арестован. Бывший князь был в цепях отправлен в Палермо, где и умер в заключении.
Роберт II был последним независимым князем Капуи. Его сын Жордан жил в Константинополе, где служил дипломатом при императоре Мануиле I Комнине. В 1166-1167 годах Жордан участвовал в византийской дипломатической миссии в Риме, ведшей переговоры с папой о воссоединении Церквей.